# Sibbersdorfer See
De Sibbersdorfer See is een meer in de  Holsteinische Schweiz in de Duitse deelstaat Sleeswijk-Holstein. Het ligt tussen Sibbersdorf en Fissau, dorpen in de gemeente Eutin. 
Het is 55 ha groot, tot 7 m diep, en ligt 26,8 m boven de zeespiegel. De Schwentine stroomt erdoorheen.

## Meeuweneiland (de:Möweninsel)
In de Sibbersdorfer See bevindt zich het 5000 m² grote Meeuweneiland.
Tot het verkoopverbod van 1988 werden hier meeuweneieren geraapt.
Sindsdien verwilderde de begroeiing, omdat niet meer gemaaid werd.
De vogelbeschermingsvereniging van Eutin-Malente nam vanaf 1995 het onderhoud over, en sindsdien neemt het aantal broedparen weer toe.
Rietgors en kleine karekiet kwamen als broedvogel evenwel niet meer terug.
In 2004 werden 1051 broedparen van 19 vogelsoorten geteld, waaronder:
- 750 paar kokmeeuwen, 3 paar zwartkopmeeuwen
- 22 paar zwaluwen
- 15 paar Canadaganzen en 12 paar grauwe ganzen
- 49 paar kuifeenden